# Supernation
«Supernation» (укр. Супернація) — шостий студійний альбом української рок-групи Друга Ріка, який було випущено 6 грудня 2014 року на лейблі Lavina Music. Ця робота стала останньою, над якою працював бас-гітарист Віктор Скуратовський. Музикант залишив колектив у 2014 році.
Анотація до альбому:
«Це якраз той момент, коли все виходить так, як ти плануєш і це робить тебе щасливим. Це — найкраще, що ми сьогодні зробили, бо ми це дійсно пережили. Дякуючи вам! Ви і є Supernation» — Валерій Харчишин

## Про альбом
Робота над другою частиною альбому «Metanoia» розпочалася у першій половині 2013 року — і у червні світ побачив перший сингл з майбутньої платівки — «Назавжди (НаНаМаНа)», але у лютому 2014 року колектив залишив бас-гітарист — Віктор Скуратовський. Місце нового бас-гітариста посів Андрій Лавриненко, котрий зіграв басові партії на п'яти з десяти треків альбому. Значну частину матеріалу було перероблено наново музикантами, оскільки від ідеї другої частини попередника було вирішено відмовитись. В результаті, з'явився абсолютно новий напрям, який дав народження новим, переосмисленим речам, з яких і склалася концепція альбому «Supernation».

## Промоушн альбому
Свіжі композиції з майбутнього альбому, відпрацьовані на репетиціях у новому складі, було представлено 13 червня 2014 року, під час виступу у Carribean Club у Києві . Ними стали «Засинай», «Хто я тобі», «Stop» та «Я чую».
Першим синглом, котрий вийшов у складі з новим бас-гітаристом, стала композиція «Я чую», а за ним — «Париж». Останнім синглом, випущеним з альбому стала пісня «Засинай».
Реліз альбому супроводжувався документальним фільмом «Supernation», який було презентовано на офіційному YouTube каналі гурту 2 листопада — за місяць до виходу платівки. У ньому музиканти розповіли про нову платівку та виконали сім пісень з неї — «Я чую», «Засинай», «Stop», «Supernation», «Хто я тобі», «Хто якщо не ти?» та «Назавжди». Також у фільмі двічі пролунав сингл «Я чую».
Презентація платівки відбулася у день її виходу — 6 грудня у клубі StereoPlaza у Києві, після чого гурт вирушив у тур на підтримку альбому.

## Композиції
| #     | Назва                                | Автор слів   | Автор музики | Тривалість |
| ----- | ------------------------------------ | ------------ | ------------ | ---------- |
| 1.    | «Intro» (інструментальна композиція) |              | Друга Ріка   | 0:32       |
| 2.    | «Париж (Дай Мені Вогню)»             | В. Харчишин  | Друга Ріка   | 4:00       |
| 3.    | «Я чую»                              | В. Харчишин  | Друга Ріка   | 4:07       |
| 4.    | «Хто, якщо не ти?»                   | В. Харчишин  | Друга Ріка   | 4:19       |
| 5.    | «Назавжди (НаНаМаНа)»                | В. Харчишин  | Друга Ріка   | 3:02       |
| 6.    | «Stop»                               | О. Дорошенко | Друга Ріка   | 4:48       |
| 7.    | «Supernation»                        | В. Харчишин  | Друга Ріка   | 3:55       |
| 8.    | «Де ти є?»                           | В. Харчишин1 | Друга Ріка   | 3:33       |
| 9.    | «Хто я тобі?»                        | В. Харчишин  | Друга Ріка   | 3:13       |
| 10.   | «Засинай»                            | В. Харчишин  | Друга Ріка   | 3:33       |
| 35:07 |                                      |              |              |            |

Примітки:
- 1 — за мотивами вірша Ігоря Мітрова

## Чарти
| Рік  | Ресурс                                                                            | Позиція |
| ---- | --------------------------------------------------------------------------------- | ------- |
| 2018 | iTunes Тор 100 Ukraine Rock Albums [Архівовано 12 червня 2018 у Wayback Machine.] | 28      |
| 2019 | iTunes Тор 100 Ukraine Rock Albums [Архівовано 12 червня 2018 у Wayback Machine.] | 26      |

Згідно джерела top40-charts.com та tophit.ua, протягом 2013—2015 років, до чартів потрапили чотири пісні з альбому: «Назавжди (НаНаМаНа)», «Я чую», «Париж (Дай Мені Вогню)» та «Засинай»:
| Композиція               | Ukraine Top 40 [Архівовано 20 січня 2018 у Wayback Machine.] | Top City & Country Radio Hits [Архівовано 27 березня 2019 у Wayback Machine.] | European Official Top 100 [Архівовано 20 січня 2018 у Wayback Machine.] |
| ------------------------ | ------------------------------------------------------------ | ----------------------------------------------------------------------------- | ----------------------------------------------------------------------- |
| «Назавжди (НаНаМаНа)»    | 22                                                           | 60                                                                            | -                                                                       |
| «Я чую»                  | 16                                                           | -                                                                             | -                                                                       |
| «Париж (Дай Мені Вогню)» | 13                                                           | 49                                                                            | -                                                                       |
| «Засинай»                | 6                                                            | 99                                                                            | 77                                                                      |

## Музиканти
Друга Ріка
- Валерій Харчишин — вокал
- Олександр Барановський — гітара
- Сергій Біліченко — гітара, бас-гітара (Треки 6, 7)
- Сергій Гера — клавішні
- Олексій Дорошенко — барабани

Запрошені музиканти
- Андрій Лавриненко — бас-гітара (Треки 2, 4, 8-10)
- Вадим Лавриненко — бас-гітара (Треки 3, 5), гітара (Трек 7)